# معجزه‌گران (مجموعه تلویزیونی ۲۰۱۹)
معجزه‌گران (انگلیسی: Miracle Workers) مجموعه آنتولوژی تلویزیونی آمریکایی است که هر فصل آن بر پایهٔ یکی از آثار طنزپرداز آمریکایی، سایمون ریچ، ساخته شده است. ریچ خود سازندهٔ سریال است و دنیل ردکلیف، استیو بوشمی، گرالداین ویسونافن و کاران سونی بازیگران آن هستند که در هر فصل نقشی متفاوت بازی می‌کنند.
در ۱۲ فوریه سال ۲۰۲۰ فصل اول این سریال با ۱۰ قسمت به روی آنتن رفت. فصل دوم که شامل ۱۰ قسمت بود در ۲۸ ژانویه ۲۰۲۰ به روی آنتن رفت. فصل سوم این سریال در ۱۳ ژوئیه ۲۰۲۱ به روی آنتن رفت این فصل شامل ۱۰ قسمت بود و فصل چهارم در ۱۰ ژوئیه ۲۰۲۳ به روی آنتن رفت؛ این فصل شامل ۱۰ قسمت بود.

## کلیت داستان

### فصل اول
فصل راوی داستان کریگ، یک فرشتهٔ رده پایین است که مسئول برآورده کردن آرزوهای انسان‌ها است؛ الایزا، یک کارمند انتقالی از بخش گردوخاک و رئیس آنها، خدا که بیخیال زمین شده است و بر تفریحات شخصیش تمرکز کرده است. الایزا و کریگ برای جلوگیری از نابودی زمین باید معجزه ای غیرممکن را ممکن کنند.

### فصل دوم
این فصل در قرون وسطی می‌گذرد. این فصل راوی داستان خانوادهٔ شت‌شاولر و شاهزاده چاونسی است.

### فصل سوم
این فصل ماجراجویی رفتن به اروگن رو به همراه دارد که به اتفاقات سفر راهزن‌ها با کمک بنی نوجوون پرداخته می‌شود.